# Joachim Wille
Joachim Wille (* 25. Juli 1956) ist ein deutscher Journalist.

## Leben
Joachim Wille ist seit 1982 Journalist und seit 1983 Redakteur. Er arbeitete von 1982 bis 2012 bei der Frankfurter Rundschau. Dort war er zunächst Nachrichten- und Politikredakteur, dann Ressortleiter Umwelt und Wissenschaft sowie zuletzt Politik-Reporter. Seit 2012 arbeitet er als freier Autor, unter anderem für die Frankfurter Rundschau, den Kölner Stadtanzeiger, das Online-Magazin Klimareporter und Fachpublikationen. Seit Mitte 2016 ist er Co-Chefredakteur von Klimareporter und Chefredakteur der Publikation movum – Debattenmagazin der Umweltbewegung sowie Autor der Frankfurter Rundschau.

## Auszeichnungen
Wille ist für seine Arbeit mehrfach ausgezeichnet worden, besonders für seine langjährige Tätigkeit im Umweltjournalismus.  1991 erhielt er den Umweltpreis für Journalisten für seine Bücher Die Tempomacher – freie Fahrt ins Chaos (1988) und Wackersdorf – der Atomstaat und die Bürger (1987) sowie für sein jahrelanges Engagement für Natur und Umwelt. 2001 wurde er mit dem DUH-Umweltmedienpreis in der Kategorie Printmedien ausgezeichnet. 2005 bekam er im Frankfurter Römer den Bruno H. Schubert Preis, Kategorie 2, verliehen. Im Jahr 2009 erhielt er den Hessischen Journalistenpreis für seinen Artikel Hessisches Staatstheater, in dem er das Scheitern der Beinahe-SPD-Ministerpräsidentin Andrea Ypsilanti anhand des November-Spielplans der Bühnen in Wiesbaden erzählt. Die Jury lobte Willes „Wortwitz“ und seine „scharfe Beobachtungsgabe“. 2023 wurde ihm der Eduard-Bernhard-Preis des BUND Hessen verliehen. Im selben Jahr erhielt er auch den Ehrenpreis des Hessischen Journalistenpreises „für sein bisheriges Lebenswerk“ als Journalist mit Schwerpunkt Klima und Umwelt.
- 2002 Hans-Kronberger-Umweltjournalistenpreis
- 2015 bekam Wille das Bundesverdienstkreuz am Bande als einer der „Wegbereiter des Umweltjournalismus“ verliehen.[4]

## Bücher
- Die Tempomacher – freie Fahrt ins Chaos (1988)
- Wackersdorf – der Atomstaat und die Bürger (1987)